# Форст ан дер Вајнштрасе
Форст ан дер Вајнштрасе (њем. Forst an der Weinstraße) општина је у њемачкој савезној држави Рајна-Палатинат. Једно је од 48 општинских средишта округа Бад Диркхајм. Према процјени из 2010. у општини је живјело 839 становника. Посједује регионалну шифру (AGS) 7332017.

## Географски и демографски подаци
Форст ан дер Вајнштрасе се налази у савезној држави Рајна-Палатинат у округу Бад Диркхајм. Општина се налази на надморској висини од 110 метара. Површина општине износи 3,6 km². У самом мјесту је, према процјени из 2010. године, живјело 839 становника. Просјечна густина становништва износи 234 становника/km².